# Revue du droit public
La Revue du droit public et de la science politique en France et à l'étranger est une revue juridique bimensuelle, fondée en 1894 par un professeur de droit de l'université de Paris, Fernand Larnaude.  Anciennement éditée par Chevalier-Marescq (1894-1903), V. Giard & E. Brière (1904-1921) et M. Giard (1922-1934), elle a été dirigée notamment par Gaston Jèze, Georges Berlia, Marcel Waline, Jean-Marie Aubry, Jacques Robert, Yves Gaudemet.
Aujourd'hui publiée par Lextenso, elle est la plus vieille revue de droit public francophone. Ses archives sont consultables en ligne sur Gallica jusqu'en 1952.